# James Carter (Leichtathlet)

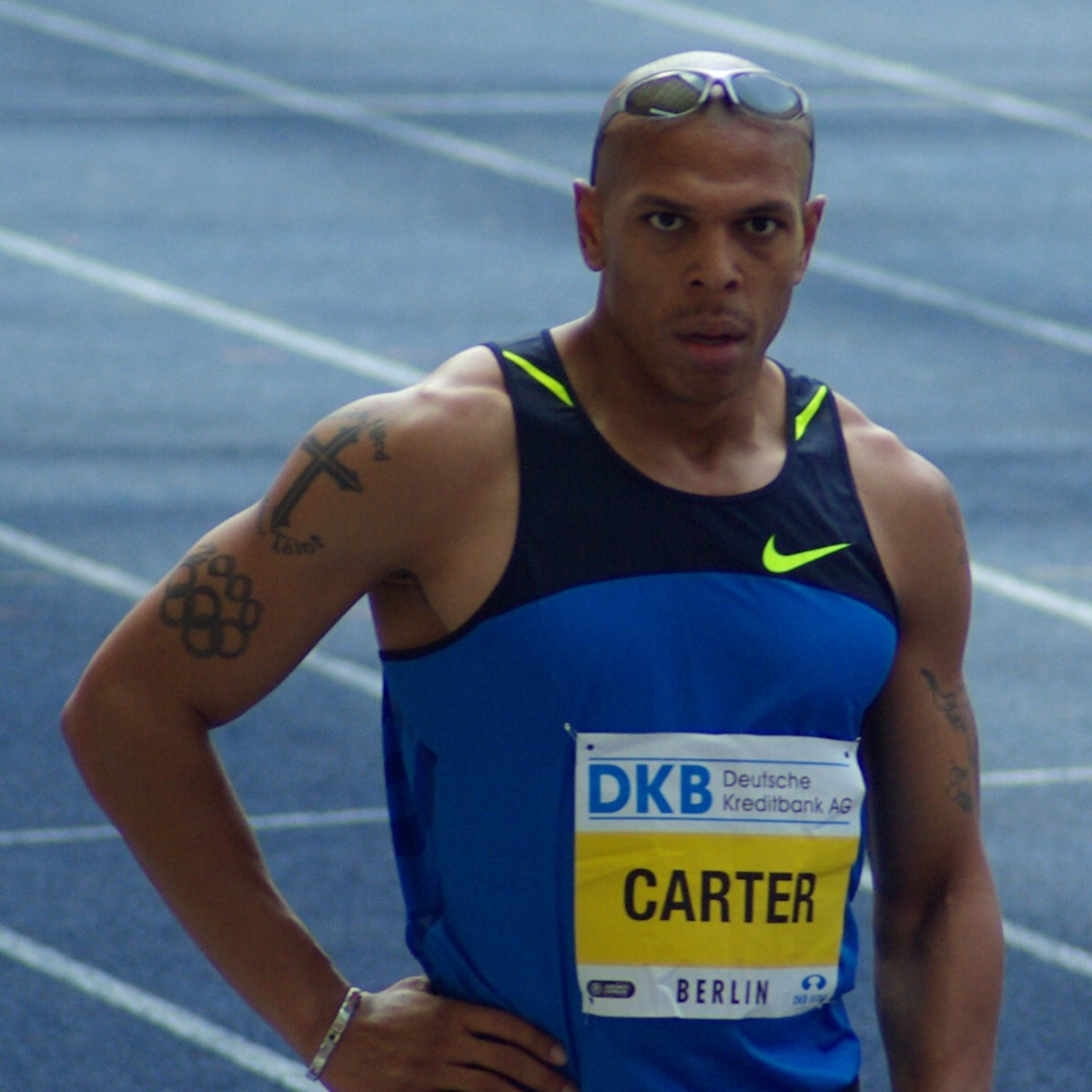
Carter beim ISTAF in Berlin 2008

James Carter (* 7. Mai 1978 in Baltimore) ist ein US-amerikanischer Hürdenläufer, dessen Spezialdisziplin die 400 Meter Hürden sind.
Der 400-Meter-Hürden-Läufer Carter wird vom ehemaligen Weltklasseläufer Antonio Pettigrew trainiert und erlebte seinen internationalen Durchbruch im Jahr 2000, als er sich als Dritter der US-Trials für die Olympischen Spiele in Sydney qualifizierte. In Sydney kam er dann bis ins Finale und belegte den vierten Platz. 2001 wurde er wieder Dritter der US-Trials für die Leichtathletik-Weltmeisterschaften in Edmonton. In Edmonton kam er jedoch nicht über das Halbfinale hinaus.
2002 rückte er dann endgültig in die Weltspitze auf. Er wurde US-amerikanischer Meister und war im gleichen Jahr als drittbester Läufer der Welt platziert. Nach Rückschlägen im Jahr 2003 kam er erneut als US-Meister zu den Olympischen Spielen 2004 nach Athen. Er konnte sich jedoch den Traum von einer olympischen Medaille wiederum nicht erfüllen und wurde Vierter. 2005 schien es abermals schwierig für ihn zu werden, da neue junge Läufer ins Rampenlicht rückten. Favorit für die Weltmeisterschaften 2005 in Helsinki waren der 19-jährige Kerron Clement und Bershawn Jackson, die beide bei den US-amerikanischen Meisterschaften vor ihm lagen. Clement scheiterte jedoch an seiner Unerfahrenheit, und Carter gewann schließlich die Silbermedaille. Er lief im Finale von Helsinki eine neue persönliche Bestzeit von 47,43 s.
Bei den Weltmeisterschaften 2007 in Osaka belegte er den vierten Platz.
James Carter hat bei einer Größe von 1,86 m ein Wettkampfgewicht von 77 kg.